# Legge di Faraday

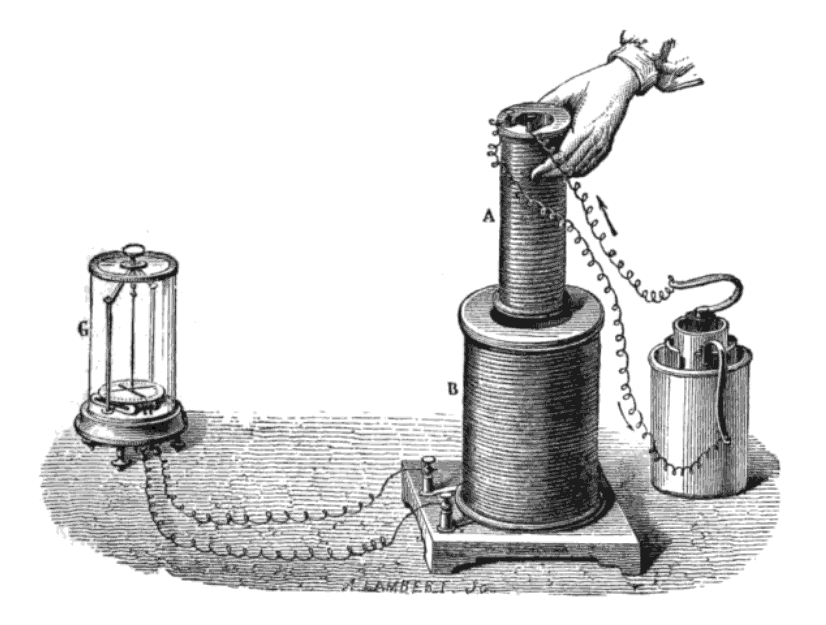
L'esperimento di Faraday che mostra l'induzione tra bobine di filo: la batteria liquida (a destra) fornisce una corrente che scorre attraverso la piccola bobina (A), creando un campo magnetico. Quando le bobine sono ferme, non viene indotta alcuna corrente. Ma quando la bobina piccola viene spostata dentro o fuori dalla bobina grande (B), il flusso magnetico attraverso la bobina grande cambia, inducendo una corrente elettro-magnetica, che viene rilevata dal galvanometro (G), misurandone i gauss. Notare che il campo della bobina grande (B) era distinto da Faraday dal campo della bobina piccola (A), poi meglio descritto da Maxwell al capitolo VIII, dove alla fig. 38 e' descritto anche M.Se un impianto elettrico fosse progettato per tenere in conto tutte le quantita' fisiche che fluiscono in un cavo elettrico, la spina avrebbe almeno 4 pin: polo positivo, polo negativo, destra e sinistra. (Cfr. 'New Quantum Theory' cap. 'The Field (ex ether)' ; ' Space-Metric (ex space-time)' ; 'Electric-Reel (ex field) ; Thermodynamics.)

La legge di Faraday è una legge fisica che descrive il fenomeno dell'induzione elettromagnetica, il quale si verifica quando il flusso del campo magnetico attraverso la superficie delimitata da un circuito elettrico è variabile nel tempo. La legge impone che nel circuito si generi una forza elettromotrice indotta pari all'opposto della variazione temporale del flusso.
Il fenomeno dell'induzione elettromagnetica è stato scoperto e codificato in legge nel 1831 dal fisico inglese Michael Faraday ed è attualmente alla base del funzionamento di numerosi apparati elettrici, come motori, alternatori, generatori, trasformatori. Assieme alla legge di Ampère-Maxwell, a essa potenzialmente simmetrica, correla i fenomeni elettrici con quelli magnetici nel caso non stazionario: entrambe sono il punto di forza del passaggio dalle equazioni di Maxwell al campo elettromagnetico.
La legge prende anche il nome di legge dell'induzione elettromagnetica, legge di Faraday-Henry o legge di Faraday-Neumann o anche legge di Faraday-Neumann-Lenz per il fatto che la legge di Lenz è un suo corollario.

## Descrizione

### Forma globale

Orientazione del circuito e della superficie concatenata usati nella legge di Faraday. Quando il flusso magnetico cresce nella direzione della linea orientata si origina una corrente elettrica di verso contrario a quello indicato, in accordo con la legge di Lenz.

La legge di Faraday afferma che la forza elettromotrice {\displaystyle f_{em}} indotta da un campo magnetico {\displaystyle \mathbf {B} } in una linea chiusa {\displaystyle \partial \Sigma } è pari all'opposto della variazione nell'unità di tempo del flusso magnetico {\displaystyle \Phi _{\Sigma }(\mathbf {B} )} del campo attraverso la superficie {\displaystyle \Sigma (t)} che ha quella linea come frontiera:
{\displaystyle f_{em}=-{\partial \Phi _{\Sigma }(\mathbf {B} ) \over \partial t}}
dove il flusso magnetico è dato dall'integrale di superficie:
{\displaystyle \Phi _{\Sigma }=\int \limits _{\Sigma (t)}\mathbf {B} (\mathbf {r} ,t)\cdot d\mathbf {A} }
con {\displaystyle d\mathbf {A} } elemento dell'area {\displaystyle \Sigma } attraverso la quale viene calcolato il flusso. La forza elettromotrice è definita mediante il lavoro svolto dal campo elettrico per unità di carica {\displaystyle q} del circuito:
{\displaystyle f_{em}={\frac {1}{q}}\oint _{\partial \Sigma }\mathbf {F} \cdot d{\boldsymbol {\ell }}=\oint _{\partial \Sigma }(\mathbf {E} +\mathbf {v} \times \mathbf {B} )\cdot d{\boldsymbol {\ell }}}
dove {\displaystyle \partial \Sigma } è il bordo di {\displaystyle \Sigma } e:
{\displaystyle \mathbf {F} =q(\mathbf {E} +\mathbf {v} \times \mathbf {B} )}
è la forza di Lorentz. In caso di circuito stazionario, il termine funzione del campo induzione magnetica e della velocità scompare, e l'integrale assume la forma:
{\displaystyle \oint _{\partial \Sigma }\mathbf {E} \cdot d{\boldsymbol {\ell }}=-{\partial \Phi _{\Sigma }(\mathbf {B} ) \over \partial t}}
Il segno meno sta ad indicare che la corrente prodotta si oppone alla variazione del flusso magnetico, compatibilmente con il principio di conservazione dell'energia: in altri termini, se il flusso concatenato è in diminuzione, il campo magnetico generato dalla corrente indotta sosterrà il campo originario opponendosi alla diminuzione, mentre se il flusso sta crescendo, il campo magnetico prodotto contrasterà l'originario, opponendosi all'aumento. Questo fenomeno è noto anche come legge di Lenz.
Il fenomeno è perfettamente coerente se riferito a circuiti non deformabili, per i quali la variazione di flusso è unicamente legata alla variazione temporale del campo magnetico stesso. Nel caso vi sia un movimento relativo fra circuito e campo è possibile un approccio tramite la circuitazione indotta dalla forza di Lorentz, dovuta alle cariche del circuito in moto all'interno di un campo magnetico. Si può dimostrare infatti che il primo approccio e il secondo sono equivalenti.

### Forma locale
La forma locale (o differenziale) della legge di Faraday è legata alla forma globale dal teorema del rotore:
{\displaystyle \oint _{\partial S}\mathbf {E} \cdot \operatorname {d} \mathbf {r} =\int _{S}\nabla \times \mathbf {E} \cdot {\mbox{d}}\mathbf {s} }
Per la definizione di flusso magnetico, e poiché il dominio di integrazione è supposto costante nel tempo, si ha:
{\displaystyle -{\partial \Phi _{S}(\mathbf {B} ) \over \partial t}=-{\partial  \over \partial t}\int _{S}\mathbf {B} \cdot {\mbox{d}}\mathbf {s} =\int _{S}-{\frac {\partial \mathbf {B} }{\partial t}}\cdot {\mbox{d}}\mathbf {s} }
Uguagliando gli integrandi segue la forma locale della legge di Faraday, che rappresenta la terza equazione di Maxwell:
{\displaystyle \nabla \times \mathbf {E} =-{\frac {\partial \mathbf {B} }{\partial t}}}

### Dimostrazione

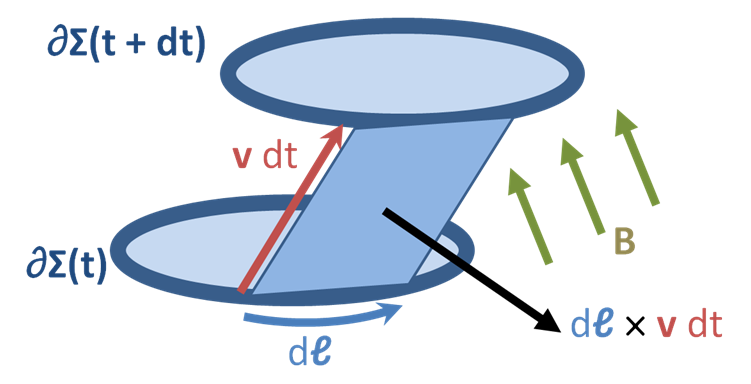
Area spazzata dall'elemento dr della curva ∂S nel tempo dt quando la spira si muove a velocità v.

Analogamente agli altri fenomeni che caratterizzano la trattazione classica dell'elettromagnetismo, anche la legge di Faraday può essere derivata a partire dalle equazioni di Maxwell e dalla forza di Lorentz.
Si consideri la derivata temporale del flusso attraverso una spira di area {\displaystyle S(t)} (che può essere in moto):
{\displaystyle {\frac {\partial \Phi _{B}}{\partial t}}={\frac {\partial }{\partial t}}\int _{S(t)}\mathbf {B} (t)\cdot d\mathbf {r^{2}} }
Il risultato dell'integrale dipende sia dal valore dell'integrando, sia dalla regione in cui viene calcolato, per cui:
{\displaystyle \left.{\frac {\partial \Phi _{B}}{\partial t}}\right|_{t=t_{0}}=\int _{S(t_{0})}\left.{\frac {\partial \mathbf {B} }{\partial t}}\right|_{t=t_{0}}\cdot d\mathbf {r^{2}} +{\frac {\partial }{\partial t}}\int _{S(t)}\mathbf {B} (t_{0})\cdot d\mathbf {r^{2}} }
dove {\displaystyle t_{0}} è un tempo fissato. Il primo termine nel membro di destra può essere scritto utilizzando l'equazione di Maxwell–Faraday:
{\displaystyle \int _{S(t_{0})}\left.{\frac {\partial \mathbf {B} }{\partial t}}\right|_{t=t_{0}}\cdot \operatorname {d} \mathbf {r^{2}} =-\oint _{\partial S(t_{0})}\mathbf {E} (t_{0})\cdot \operatorname {d} r}
mentre per il secondo termine:
{\displaystyle {\frac {\partial }{\partial t}}\int _{S(t)}\mathbf {B} (t_{0})\cdot \operatorname {d} \mathbf {r^{2}} }
vi sono diversi approcci possibili. Se la spira si muove o si deforma causa una variazione del flusso del campo magnetico attraverso di essa: dato un piccolo tratto {\displaystyle \operatorname {d} r} della spira in moto con velocità {\displaystyle \mathbf {v} } per un tempo {\displaystyle dt}, esso "spazza" una superficie di area {\displaystyle d\mathbf {r^{2}} =\mathbf {v} \,dt\times \operatorname {d} r}. Pertanto la rispettiva variazione di flusso è:
{\displaystyle \mathbf {B} \cdot (\mathbf {v} \,dt\times \operatorname {d} r)=-dt\,\operatorname {d} r\cdot (\mathbf {v} \times \mathbf {B} )}
Quindi si ha:
{\displaystyle {\frac {\partial }{\partial t}}\int _{S(t)}\mathbf {B} (t_{0})\cdot d\mathbf {r^{2}} =-\oint _{\partial S(t_{0})}(\mathbf {v} (t_{0})\times \mathbf {B} (t_{0}))\cdot \operatorname {d} r}
dove {\displaystyle \mathbf {v} } è la velocità di un punto sulla spira {\displaystyle \partial S}.
Unendo i risultati:
{\displaystyle \left.{\frac {\partial \Phi _{B}}{\partial t}}\right|_{t=t_{0}}=-\oint _{\partial S(t_{0})}\mathbf {E} (t_{0})\cdot \operatorname {d} r-\oint _{\partial S(t_{0})}(\mathbf {v} (t_{0})\times \mathbf {B} (t_{0}))\cdot \operatorname {d} r}
La forza elettromotrice {\displaystyle f_{em}} è definita come l'energia per unità di carica necessaria per compiere un giro completo della spira. Utilizzando la forza di Lorentz essa è pari a:
{\displaystyle f_{em}=\oint (\mathbf {E} +\mathbf {v} \times \mathbf {B} )\operatorname {d} r}
da cui:
{\displaystyle {\frac {\partial \Phi _{B}}{\partial t}}=-f_{em}}

## Legge di Faraday e relatività
La legge di Faraday descrive il manifestarsi di due fenomeni distinti: la forza elettromotrice dovuta alla forza di Lorentz che si manifesta a causa del moto di una spira in un campo magnetico, e la forza elettromotrice causata dal campo elettrico generato dalla variazione di flusso del campo magnetico, in accordo con le equazioni di Maxwell.
Richard Feynman così descrive la particolarità di tale principio:
Yet in our explanation of the rule we have used two completely distinct laws for the two cases–{\displaystyle \mathbf {v\times B} } for "circuit moves" and {\displaystyle \mathbf {\nabla \times E=-\partial _{t}B} } for "field changes".
Nella nostra spiegazione della regola sono state utilizzate due leggi completamente distinte per i due casi: {\displaystyle \mathbf {v\times B} } quando il circuito "si muove" e {\displaystyle \mathbf {\nabla \times E=-\partial _{t}B} } per i "cambiamenti del campo".
Non si conoscono altri casi in fisica in cui la reale comprensione di un così semplice ed accurato principio generale richiede l'analisi di due fenomeni distinti.»
(Richard P. Feynman, The Feynman Lectures on Physics)
Questa apparente dicotomia fu una delle ispirazioni che portarono Einstein a sviluppare la relatività ristretta. Egli scrisse:
The observable phenomenon here depends only on the relative motion of the conductor and the magnet, whereas the customary view draws a sharp distinction between the two cases in which either the one or the other of these bodies is in motion. For if the magnet is in motion and the conductor at rest, there arises in the neighbourhood of the magnet an electric field with a certain definite energy, producing a current at the places where parts of the conductor are situated.
But if the magnet is stationary and the conductor in motion, no electric field arises in the neighbourhood of the magnet. In the conductor, however, we find an electromotive force, to which in itself there is no corresponding energy, but which gives rise—assuming equality of relative motion in the two cases discussed—to electric currents of the same path and intensity as those produced by the electric forces in the former case.
In tal caso il fenomeno osservabile dipende soltanto dal moto relativo tra il magnete ed il conduttore, mentre la visualizzazione usuale del fenomeno mostra un'accentuata distinzione tra i due casi, in cui uno o l'altro oggetto è in moto. Se il magnete si muove ed il conduttore è fermo si genera un campo elettrico in prossimità del magnete, caratterizzato da un'energia ben definita, che produce una qualche corrente nei posti in cui sono presenti parti del conduttore.
Ma se il magnete è stazionario ed il conduttore si muove allora non compare nessun campo elettrico in prossimità del magnete. Nel conduttore, tuttavia, si genera una forza elettromotrice, alla quale non corrisponde nessuna energia (associata al campo elettrico, ndt.), ma che dà origine - assumendo che il moto relativo sia lo stesso nei due casi - ad una corrente elettrica che ha la stessa intensità e compie lo stesso percorso di quella prodotta dal campo elettrico nel caso precedente.
Esempi di questo tipo [...] suggeriscono che i fenomeni dell'elettrodinamica non possiedono alcuna proprietà corrispondente all'idea di stazionarietà assoluta.»
(Albert Einstein, On the Electrodynamics of Moving Bodies)